# Mirakelkreuz Elspe

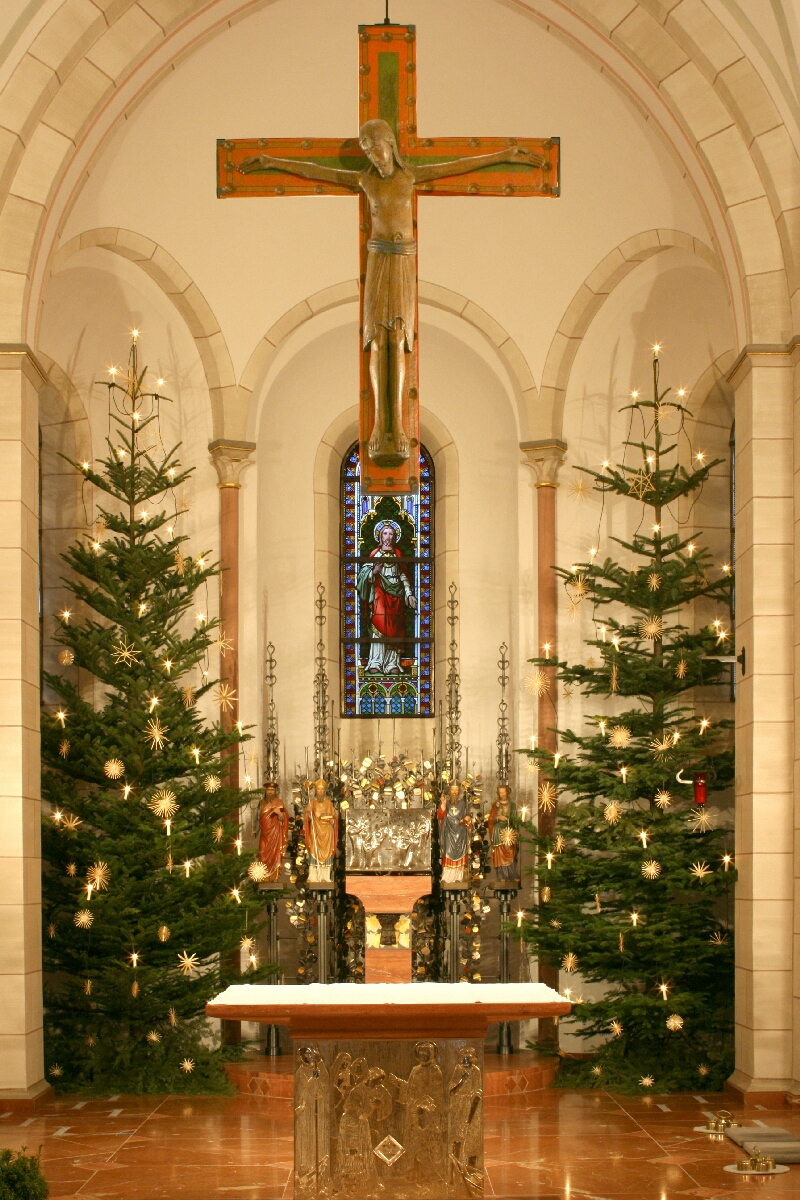
Mirakelkreuz in der Kirche St. Jakobus d. Ä. Elspe

Das Mirakelkreuz ist ein Großkruzifix, das in der Kirche St. Jakobus d. Ä. in Elspe, einem Ortsteil von Lennestadt im Sauerland, hängt.
Ursprünglich wurde es auf das 12. Jahrhundert datiert. Neuere Untersuchungen zeigen, dass der Korpus weit älter ist und aus dem 10. Jahrhundert stammt, während das Kreuz selbst auf die Zeit um 1175 datiert werden kann. Es existiert auch die These, dass das Kreuz ursprünglich zu einem anderen Zweck, als Jakobsstab, angefertigt worden ist. Sie ist bisher nicht wissenschaftlich publiziert.

## Schriftliche Überlieferung
Zu Ehren des Kreuzes wurden in Elspe und Umgebung viele Renten, Gefälle und Spenden gestiftet. „In einem Briefe von 1450 geschieht Meldung von dem so genannten noch darin vorhandenen hl. Kreutze als einem mirakolosen Bilde. War dieses Kreutz nun schon um jene Zeit in der Volkssage ein Wunderbild, so folgt natürlich, dass es schon damals sehr alt sein musste, denn erst in langen Zeitperioden kann das Natürliche in einen heiligen Mythus sich hüllen, das Zeichen in das Bezeichnete Übergehen, die Idee mit dem Symbole identifiziert werden. Es ist nun wohl möglich, dass das Bild älter als die Kirche sei. Die Sage lässt sogar durch dergleichen Bilder oft Kirchen entstehen.“ (Pfarrer Kayser: Pfarrchronik der St. Jakobus Kirche zu Elspe)
Das Heilige Kreuz von Elspe tritt nicht erst durch eine verlorene Urkunde von 1450 ins Licht, sondern schon in der ältesten des Pfarrarchivs, die Elspe selbst betrifft, vom Jahre 1426. In ihr verkaufen „Cord von Langenstroit de aulde Patze sin elike vrouwe und Cord und Hinrik ere sone ihre kotenstede mit erer tobeheringe gelegen to Meggen deme hiligen cruce to Elspe ind synem testementen halff ind de anderen helfte Nolleke Vyscher van Meggen“ (Joseph Brill: Geschichte der Pfarrei Elspe –1948). Von da ab bringt fast jede Urkunde ein Ehrenbekenntnis zu dem Heiligen Kreuz.

## Bruderschaft zum Heiligen Kreuze zu Elspe
Die Bruderschaft zum Heiligen Kreuze zu Elspe bestand seit mehreren Jahrhunderten, bis sie am 16. Januar 1496 zu einer Vikarie der Kreuzbruderschaft beim bischöflichen Offizial des Erzbistums Köln in Werl gewidmet wurde. Hierzu mussten alle Elsper Bürger in Werl erscheinen, welche nicht erscheinen konnten, wurden mit einem Versäumnisurteil belegt. Besondere Rechte gegenüber seinen Nachfolgern und der Kirche bekam der erste Rektor der Kreuzbruderschaft vom Offizial zugesprochen.
In der Stiftungsurkunde wurden alle Liegenschaften, Höfe, Äcker, Wiesen und die anderen Dinge sowie das bewegliche und unbewegliche Gut festgehalten und besiegelt. Weiter wurde festgelegt, dass alle Urkunden, Rechtstitel und Einkünfteverschreibungen in einer Kiste, mit drei Schlössern versehen, aufbewahrt werden müssen. Der Pastor, der Rektor des Altares und einer der Provisoren behielten je ein Schlüssel zu dieser Kiste. Niemand der anderen durfte allein, sondern nur gemeinsam dürfen sie den Zugang zu dieser Kiste oder Truhe mit den erwähnten Urkunden und Verschreibungen haben.

## Restaurierung des Kreuzes
Das Mirakelkreuz, das im 19. Jahrhundert in der Bevölkerung viel Beachtung und Anerkennung erfuhr, hing bis Anfang der 1960er Jahre im Seitenteil der Elsper Pfarrkirche. Man hatte das früher farbenprächtige Kreuz zuletzt dem Zeitgeschmack entsprechend mit einer einfachen braunen Farbe überstrichen. Anders als andere Werke wurde es jedoch nicht vernichtet oder verschenkt und konnte für die Nachwelt gerettet werden.
Bei der Restaurierung durch das Denkmalamt Münster wurden zunächst alle Fassungen (Farbschichten) vorsichtig gelöst, wobei insgesamt sieben Fassungen bekannt wurden. Die älteste (7.) Fassung war die künstlerisch wertvollste, so dass diese bei der Restaurierung zum Vorbild genommen wurde und dem Kreuz sein heutiges Aussehen gibt. Zwischenzeitlich waren die Fassungen immer schlichter geworden, bis zuletzt das gesamte Kreuz mit Korpus mit weißer Grundierung versehen und anschließend mit braunroter Farbe gestrichen wurde. Die bei der Restaurierung erkannten eingeschnitzten Kerben und kleinere Mulden wurden, da das Kreuz als Andachtsgegenstand dienen sollte, zugespachtelt und mit der sichtbaren Fassung zugedeckt. Nach dem Restaurierungsbericht war es um 1130 einzuordnen.

## Ausstellung Monumenta Annonis
Für die Ausstellung „Monumenta Annonis“ 1975 des Museum Schnütgen in der Cäcilienkirche, Köln wurde das Kreuz nach Vergleichen mit dem Gero-Kreuz und anderen Kreuzen aus dieser Zeitepoche in das 12. Jahrhundert eingeordnet.
Im Katalog: „Im Mirakelkreuz von Elspe schließlich scheint die aggressive und ausdrucksstarke plastische Bildung der hart und linear abgesetzten Teile wiederum durch sanfte Modellierung des ganzen schmalleibigen Körpers ersetzt. Die Stille der Form, auch die Ruhe des Umrisses und die Zartheit der Empfindung verbinden es mit dem Kruzifix aus dem Liebieghaus aus der Jahrhundertmitte, so dass die geäußerte Bestimmung nach ‚spätottonischem Vorbild‘ exakt die Stilsituation anspricht. Mit diesem steht es im Zusammenhang auch durch den von der Goldschmiedekunst übernommenen Typus des zugehörigen Balkenkreuzes. Aber der Körper hat eine kernige Festigkeit, ein festeres Volumen; das Lendentuch zeigt sich in großer Präzision des Linearen. Das bisher wenig beachtete und ins 12. Jahrhundert datierte Bildwerk aus dem kurkölnischen Sauerland und der einstigen kleinen ‚annonischen‘ Landschaft zwischen Grafschaft und Attendorn steht am Ende in der Reihe der hier versammelten Kruzifixe, vielleicht auch am Ende oder an der Wende des Jahrhunderts und zugleich am Anfang des romanischen Stils, zu dem die Kölner Kruzifixe der Annozeit konsequent führten. Denn auf die Vorschau der klassischen Werke der romanischen Kunst, wie sie beispielsweise durch das Alpirsbacher Lesepult in Freudenstadt repräsentiert werden, äußert sich im Kruzifix von Elspe die Verbundenheit mit dem ikonographischen und dem formalen Stil des 11. Jahrhunderts.
Damit sind wieder die eingangs genannten Schwierigkeiten in der Klassifizierung bestimmter Denkmäler der Bildnerei zwischen dem 11. und 12. Jahrhundert angesprochen. Sie erklären sich zumeist aus der Kontinuität der Bilderscheinung im differenzierten, vielstufigen Prozess von den unterschiedenen und individuell bestimmten Gegenständlichkeit des 11. Jahrhunderts zur Konkretisierung, Verfestigung, Organisation und Objektivierung der bildnerischen Form im 12. Jahrhundert. So scheint das Mirakelkreuz von Elspe nicht eine Wiederholung in der Tradition des Ottonischen an der Schwelle zum romanischen Stil“. Noch ein anderes Moment aber stellt sich bei der Betrachtung der so unterschiedlichen Charaktere der Kruzifixe im Vergleich mit dem Hauptwerke Kölner Plastik des 11. Jahrhunderts ein, mit dessen Stil sie im Allgemeinen zusammengehören.

## Neuere Untersuchungen des Mirakelkreuzes

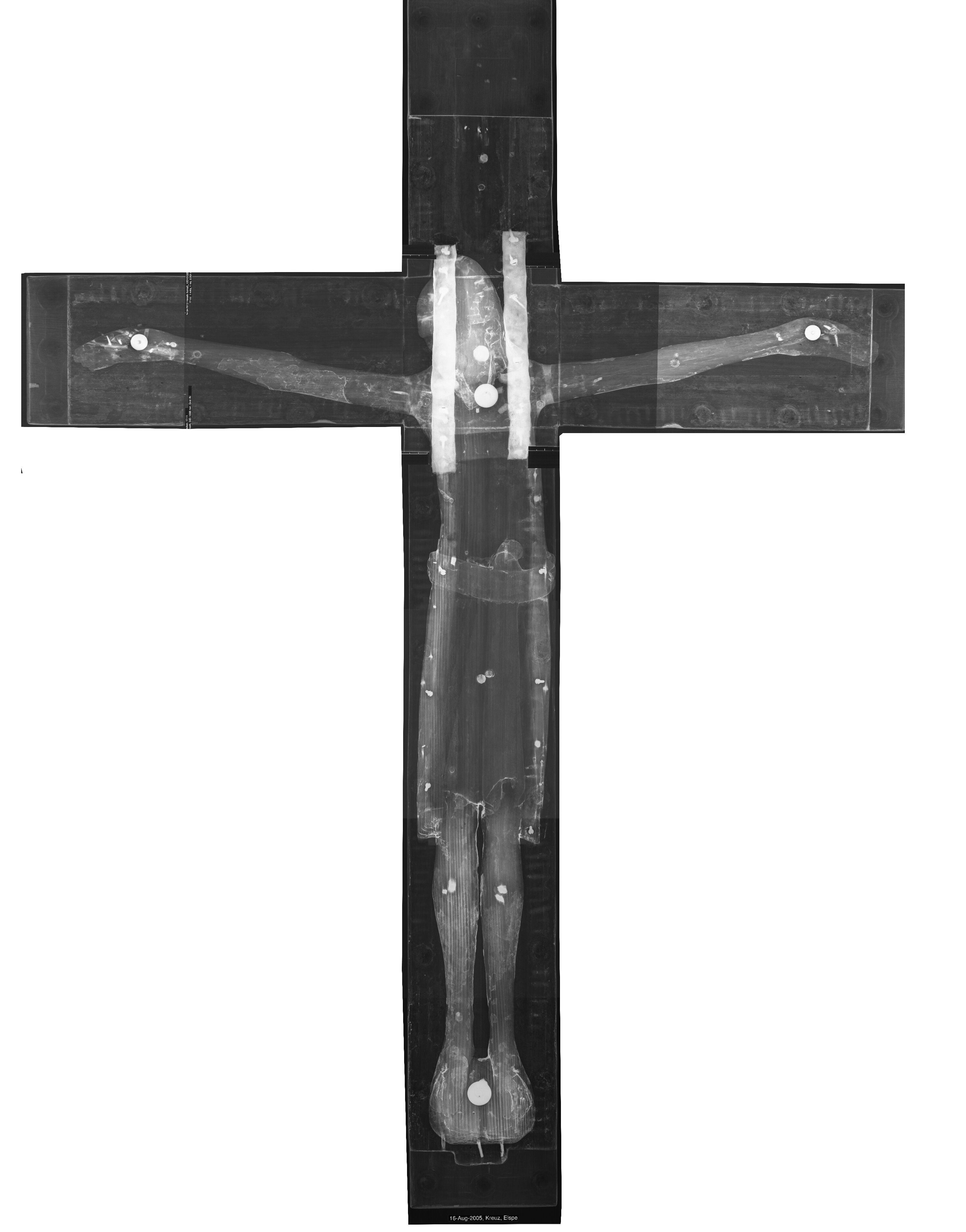
Fotomontage aller Röntgenaufnahmen vom Mirakelkreuz

2006 wurden mit den heutigen technischen Methoden erneute Untersuchungen am Mirakelkreuz durchgeführt. Eine C14-Kohlenstoffdatierung wurde verworfen, da man hierfür eine kleine Kernbohrung in das Kreuz einbringen hätte müssen. Da das Kreuz an der Seite nur eine Stärke von 14–18 mm besitzt, hätte beim Verkanten des Bohrers das Kreuz einen Schaden nehmen können. Eine Untersuchung per Magnetresonanztomographie kam nicht Betracht, weil das Kreuz Metallteile aufweist. Daher sollte auf zerstörungsfreie Untersuchung im Computertomographen (CT) zurückgegriffen werden. Röntgenaufnahmen der Uniklinik Köln erreichten nicht die erforderliche Auflösung.

## Untersuchungen in einem technischen CT-Gerät an der FH Aalen

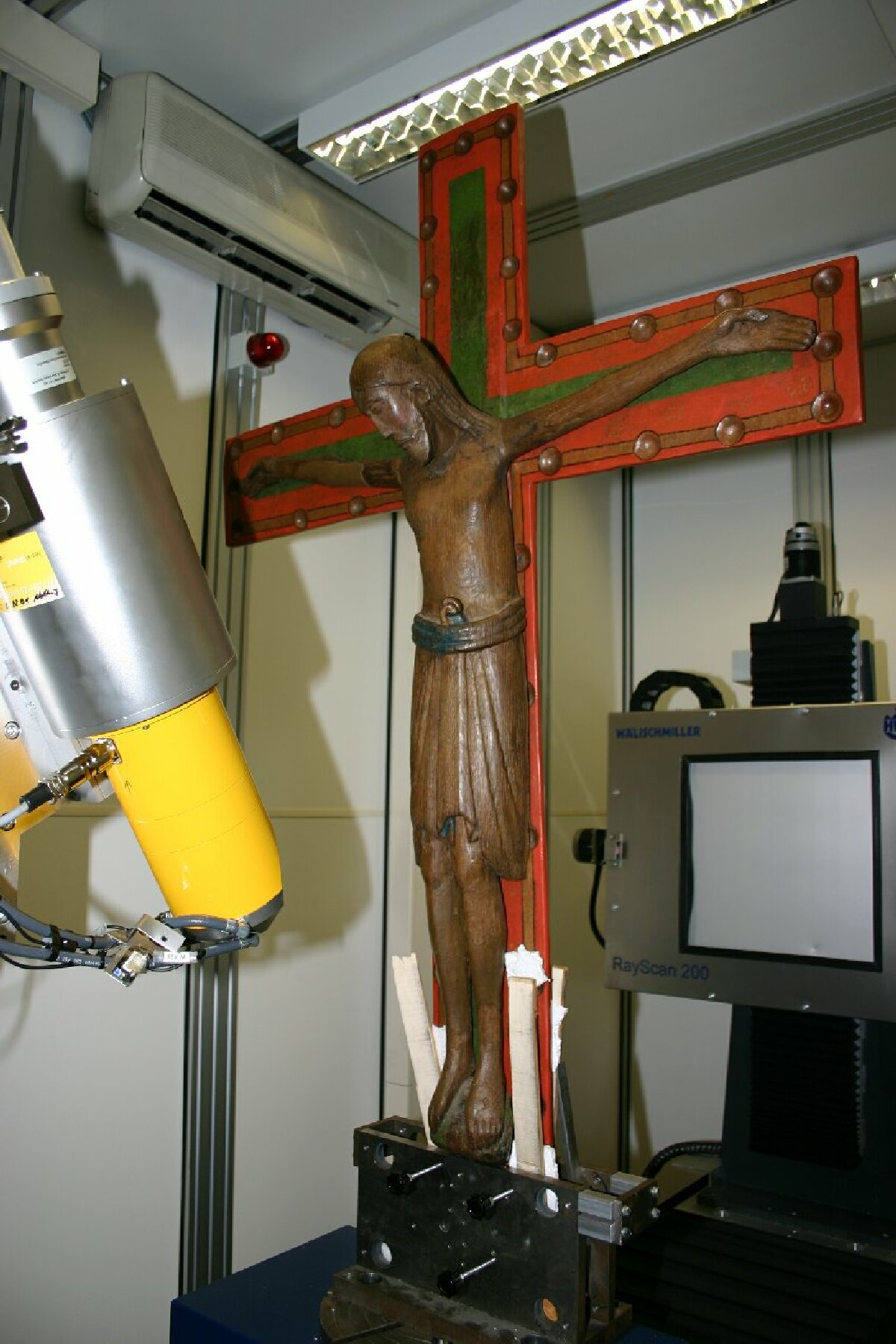
Mirakelkreuz im technischen Computertomographen an der FH-Aalen

Die FH Aalen stellte zur Untersuchung ein „Technisches CT-Gerät“ zur Verfügung. Im Unterschied zu einem medizinischen CT-Gerät wird der Patient nicht in eine Röhre geschoben und der Aufnahmekopf des Röntgengerätes fährt um ihn herum, sondern hier wird das zu untersuchende Teil auf einen Drehteller gespannt und dreht sich um seine eigene Achse. Der Aufnahmekopf des Röntgengerätes bleibt fest an gleicher Stelle. Ein Vorteil des Gerätes ist, dass hier mit einer sehr hohen Röntgenstrahlung gearbeitet werden kann, da die gesamte Anlage in einem eigenen abgesicherten Raum steht.
Der hier mit höchster Auflösung erzeugte virtuelle Schnitt wurde vom Institut für Archäologische Wissenschaften, Abteilung Vor- und Frühgeschichte/Dendrochronologisches Labor an der Universität Frankfurt untersucht.

## Die dendrochronologische Untersuchung

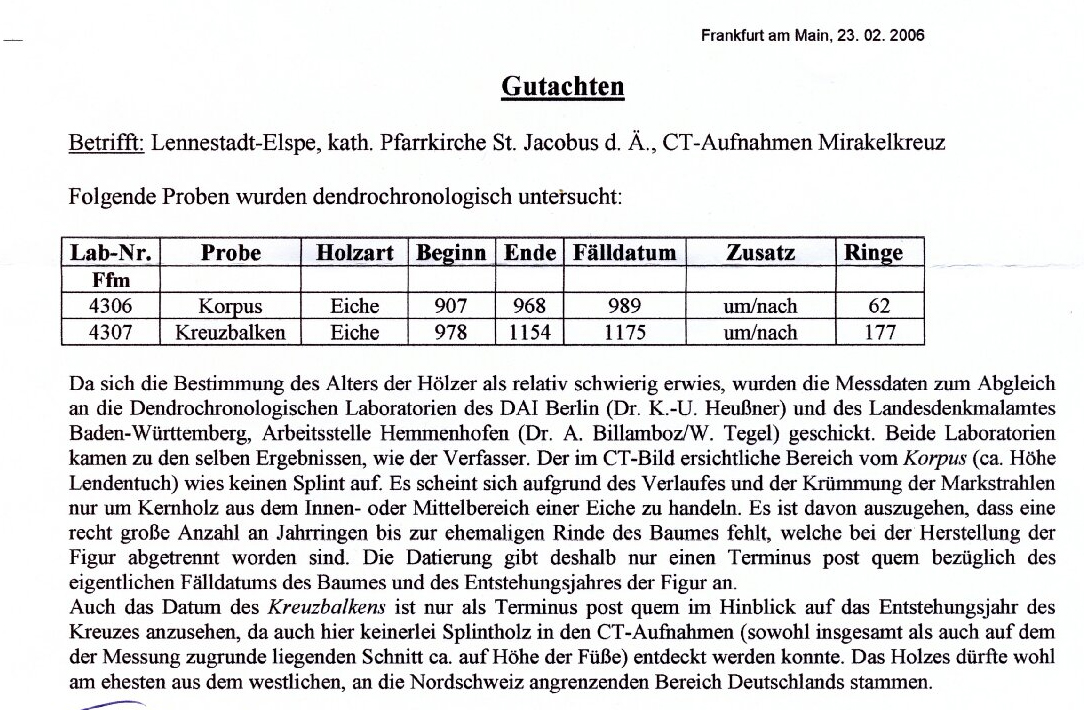
Auszug aus dem dendrochronologisches Gutachten

Bei der dendrochronologischen Untersuchung wurde von diesem Schnitt eine Jahresringtabelle angefertigt und mit den bekannten Ergebnissen verglichen. Das Holz des Korpus wies danach 62 Jahresringe auf und ist in die Zeit zwischen 907 und 968 einzuordnen. Das Fälldatum wäre nach dem Gutachten somit um/nach 989.
Auf das Eichenholz der Kreuzbalken mit immerhin 177 Jahresringen auf einer Breite von 18 cm, also mit sehr engen Zuwächsen, fällt der Zeitraum von 978 bis 1154. Dieser Baum wäre somit um/nach 1175 geschlagen worden.
Vergleichsuntersuchungen der Dendrochronologischen Laboratorien des DAI Berlin und des Labor des Landesdenkmalamtes Baden-Württemberg, Arbeitsstelle Hemmenhofen, haben die Ergebnisse bestätigt.

## Ergebnis des Gutachtens
Die Tatsache, dass der Korpus um/nach 989 und der Kreuzbalken um/nach 1175 gefertigt worden ist, lässt den Schluss zu, da ja zwischen beiden 186 Jahre Unterschied liegen, dass Kreuz und Korpus zeitlich nicht zusammen passen.
Das Kreuz (Korpus) ist nach stilistischen Vergleichen mit dem Gero-Kreuz in Köln oder dem Kreuz in Benninghausen, obwohl es erheblich kleiner ist, einzuordnen. Beide sind erst viel später zusammengefügt worden. Das Kreuz konnte als astronomisches Vermessungsgerät auch nur ohne den Korpus als solches eingesetzt werden. Zu welcher Zeitpunkt beide zusammengefunden haben, lässt sich nur spekulieren.
Interessant ist die Tatsache, dass das Kreuz an allen vier Enden abgeschnitten wurde, vielleicht um es als astronomisches Gerät unbrauchbar zu machen. Beim Gero-Kreuz geht man in dem Gutachten davon aus, dass der Baum der Kreuzbalken in einem Zeitraum von 971 bis 1012 gefällt wurde, der des Korpus um/nach 965.
Möglicherweise ist es derselbe Künstler gewesen oder stammt aus derselben Werkstatt, da nicht nur die stilistischen Vergleiche dieses zulassen, sondern auch die Nähe zum Fälldatum, liegen hier doch zwischen beiden nur 24 Jahre.
Diese kann nur ein Vergleich beider Untersuchungsergebnisse bringen.

## Das Mirakelkreuz als astronomisches Instrument
Eine Hypothese über die Eignung des Mirakelkreuzes als Jakobstab entstand aufgrund der Kerben und Mulden auf dem Längs- und Querbalken, die nicht genau symmetrisch angelegt sind. Die umfangreichen Untersuchungen anhand eines exakten Nachbaus ergaben eine Übereinstimmung der Maße des Kreuzes mit astronomischen Daten. Die Thesen sind jedoch bisher nicht wissenschaftlich publiziert.

## Archivalien
- Katasteramt Olpe: Urkataster von 1831
- Pfarrei St Jakobus d. Ä. Elspe: Kirchenchronik Elspe

## Gedruckte Quellen und Literatur
- Robert Boerger: Geschichtliches von Elspe
- Joseph Brill: Elspe: Geschichte der Pfarrei Elspe –1948
- Barry Cunliffe: Die Kelten, Lübbe
- Hannsferdinand Döbler: Die Germanen
- Hans Friebertshäuser: Ländlicher Raum im Wandel, Frankfurt am Main, Insel-Verlag, 1993, ISBN 3-458-16521-5
- Heinz Griese: Bilder, Erzählungen und Geschichte aus einem Dorf im Sauerland
- Heimatblätter, Zeitschrift der Heimatvereine des Kreises Olpe
- Heimatstimmen aus dem Kreis Olpe
- Albert K. Hömberg: Olpe: Heimatchronik des Kreises Olpe
- Albert K. Hömberg: Olpe: Kirchliche und weltliche Landesorganisation in den Urpfarreien
- Simon James: Das Zeitalter der Kelten
- Franz Kaiser: Elspe: Elspe – Ein altes Dorf im Sauerland, 1993
- Otto Lucas: Olpe: Das Olper Land
- Anton Legner (Hrsg.): Monumenta Annonis: Köln und Siegburg; Weltbild und Kunst im hohen Mittelalter; eine Ausstellung des Schnütgen-Museums der Stadt Köln in der Cäcilienkirche vom 30. April bis zum 27. Juli 1975, Schnütgen-Museum, Köln, 1975
- Anton Overmann: Die kirchlichen Baudenkmäler des Kreises Olpe i.W, 1940

Sonstiges
- Günter Röttger: Restaurierungsbericht: Manuskript, ausführender Restaurator in der Werkstatt des westfälischen Amtes für Denkmalpflege
- Röntgenaufnahmen der Universitätsklinik Köln
- CT-Aufnahmen der Universitätsklinik Köln
- Friedrich Klein: CT-Aufnahmen Arbeitsgemeinschaft Metallguss am Steinbeis-Transferzentrum an der FH Aalen
- Thorsten Westphal: Gutachten der Johann-Wolfgang-Goethe Universität in Frankfurt/Main am Seminar für Vor- und Frühgeschichte für die Dendrochronologische Untersuchung und Altersbestimmung